# Сергеев, Глеб Борисович
Глеб Бори́сович Серге́ев (4 июня 1928, Уфа — 23 января 2020, Москва) — российский химик, специалист в области химической кинетики; профессор (1968) химического факультета Московского университета.

## Биография
В первый класс Глеб пошёл в Уфе. В 1936 — начале 1937 года семья уехала из Башкирии в Куйбышев; с пятого класса учился в тринадцатой куйбышевской школе. В 1943 году уехал к отцу в Кувандык в Оренбургской области. Через год вернулся в Куйбышев. Занимался в физическом кружке под руководством преподавателя Левина.
В 1951 году окончил химический факультет МГУ, затем — аспирантуру там же. Преподаёт на химическом факультете; заведующий лабораторией химии низких температур кафедры химической кинетики (1974—2013). Читает курс «Основы криохимии» (аппаратура, методы и техника работы; ионные, радикальные цепные, фотохимические реакции при низких температурах; реакции с участием атомов и кластеров металлов; самопроизвольные процессы и реакции с участием комплексов; реакции в замороженных растворах; криобиохимические реакции; применение низких температур в науке и технике).

### Семья
Отец — Борис Николаевич Сергеев (1895—1981) агроном-селекционер, зоотехник (одно время — главный зоотехник Башкирии). Мать — агроном-селекционер, работала на Безенчукской опытной станции, выводила новые сорта пшеницы.

## Научная деятельность
Начиная с третьего курса обучения, занимался научной работой у Николая Николаевича Семёнова. Первую научную работу опубликовал в 1953 году вместе с руководителем Владимиром Яковлевичем Штерном в Докладах Академии наук СССР (представлена академиком Семёновым). В 1956 году защитил кандидатскую («Кинетика термического распада некоторых бромистых алкилов»), в 1967 году — докторскую диссертацию («Химические реакции в конденсированной фазе при низких температурах»).
Основные направления исследований:
- химическая кинетика,
- криохимия,
- нанохимия
- реакции атомов металлов и их кластеров нанометровых размеров,
- матричная изоляция,
- органические реакции в низкотемпературных соконденсатах,
- реакции в жидких кристаллах
- органические наночастицы,
- криомодификация лекарственных субстанций.

В 1960 году с литовским коллегой, Денисом Гервидосом, стажировался в Англии, после чего сделали первый на факультете хроматограф с пламенно-ионизационным детектором (1962).
Открыл быстрые взрывные реакции галогенирования, гидрогалогенирования и нитрования олефинов при температуре кипения жидкого азота; обнаружил цепные реакции с участием замороженных радикалов; установил механизмы молекулярных, ионных и радикальных реакций при низких температурах, протекающих через промежуточное образование донорно-акцепторных комплексов; установил размерные эффекты в химической активности и селективности взаимодействий наноразмерных и субнаноразмерных частиц металлов.
Создатель и организатор отечественных и международных конференций по химии низких температур. Состоит членом Международного научного комитета по химии и физике низких температур, Международного жидкокристаллического общества, Международного общества по изучению материалов (Materials Research Society), российского нанотехнологического общества. Член специализированных советов МГУ по защите докторских и кандидатских диссертаций, Международного научного Совета по органическим реакциям в твёрдых телах (с 1988). Научный руководитель межвузовского проекта «Химия низких температур» программы «Университеты России».
Подготовил 41 кандидата наук. Автор более 400 научных работ, в том числе монографий, 22 авторских свидетельств и патентов.

## Избранные труды
- Боченков В. Е., Сергеев Г. Б. Bochenkov V. E., Sergeev G. B. Chapter 2: Sensitivity, selectivity and stability of gas-sensitive metaloxide nanostructures // Metal Oxide Nanostructures and Their Applications / Ed. by A. Umar, Yoon-Bong Hahn. — 2010. — Vol. 3. — P. 31-52.
- Сергеев Г. Нанокриохимия: от ракетного топлива — к лекарствам // Наука и жизнь : журнал. — М., 2006. — № 4 (апрель).
- Сергеев Г. Б. Нанохимия. — М.: Изд-во Моск. ун-та, 2003. — 287 с. — 1000 экз. — ISBN 5-211-04852-0
  -  — 2-е изд., испр. и доп. — М.: Изд-во Московского ун-та, 2007. — 334 с. — 2000 экз. — ISBN 978-5-211-05372-4
  - Sergeev G. B. Nanochemistry (недоступная ссылка). — Elsevier, 2006. — 249 p. — ISBN 978-0-444-51956-6
  -  Klabunde K. J., Sergeev G. B. Nanochemistry. — 2nd ed. — Elsevier, 2013. — 262 p. — ISBN 978-0-444-59397-9
- Сергеев Г. Б. Химические реакции в конденсированной фазе при низких температурах : Автореферат дис. … д-ра хим. наук. — М.: Изд-во Моск. ун-та, 1967. — 29 с.
- Сергеев Г. Б., Батюк В. А. Криохимия. — М.: Химия, 1978. — 295 с. — 4400 экз.
  - Sergeev G. B., Batyuk V. A. Cryochemistry. — M.: Mir Publishers, 1981. — 298 p.
    - 2nd ed. — 1986. — 321 p.
- Сергеев Г. Б., Леенсон И. А., Гольдгур Е. Б. Применение аналоговых вычислительных машин для анализа кинетики химических реакций : (Метод. разраб.) / Под общ. ред. Г. Б. Сергеева. — М.: Б. и., 1978. — 28 с. — 200 экз.
- Сергеев Г. Б., Смирнов В. В. Молекулярное галогенирование олефинов. — М.: МГУ, 1985. — 240 с. — 1455 экз.
- Шабатина Т. И., Сергеев Г. Б. Shabatina T. I., Sergeev G. B. Chapt.11: Cryochemistry of nanometals // Polymer Thin Films / Ed. by A.A.Hasmin. — In-Tech, 2010. — P. 185—196.

учебные пособия
- Сергеев Г. Б. Нанохимия: учебное пособие. — М.: Книжный дом Университет, 2006. — 336 с.
  -  — 3-е изд. — М.: Книжный дом Университет, 2009. — 333 с. — 1000 экз. — ISBN 978-5-98227-621-6
- Сергеев Г. Б., Казанская Н. Ф., Ужинов Б. М. и др. Экспериментальные методы химической кинетики : [Учеб. пособие для хим. специальностей ун-тов] / Под ред. Н. М. Эмануэля. — М.: Высш. школа, 1971. — 175 с. — 10000 экз.
- Сергеев Г. Б., Романов В. В., Кузьмин М. Г. и др. Экспериментальные методы химической кинетики : Учеб. пособие для студентов хим. фак. ун-тов / Под ред. Н. М. Эмануэля, Г. Б. Сергеева. — М.: Высш. школа, 1980. — 375 с. — 9000 экз.
- Сергеев Г. Б., Терентьев В. А. Молекулярные комплексы и химическая кинетика : Учеб. пособие по спецкурсу «Хим. кинетика». — Куйбышев : КГУ, 1981. — 75 с. — 300 экз.

мемуары
- Сергеев Г. Б. Химический факультет сквозь призму лет. — М.: Книжный дом Университет, 2011. — 207 с. — 400 экз. — ISBN 978-5-98227-790-9

## Награды
- медаль «За доблестный труд. В ознаменование 100-летия со дня рождения В. И. Ленина» (1976)
- Премия имени М. В. Ломоносова (1976)
- медаль «Ветеран труда» (1984)
- знак «За отличные успехи в работе» Минвуза СССР (1986)
- Заслуженный деятель науки РФ (1997)[3][5].